# Мальменська соборна мечеть
Мальменська соборна мечеть - одна з головних мечетей у Швеції. Розташована в районі Мальме — Хусіє (Husie). Відкрита у 1984 як перша мечеть у Скандинавії. Сумежний з мечеттю Ісламський центр містить ісламську школу - медресе, а також бібліотеку. Мечеть служить місцем для молитов приблизно 55 000 мусульман регіону.

## Історія інцидентів
На мечеть скоєно три напади (підпали). Під час підпалу 28 квітня 2003  мечеть сильно пошкоджена, а інші будівлі, в тому числі ісламський центр, були повністю зруйновані. 18 вересня та 21 жовтня 2005 вогонь був швидко локалізований, завдавши незначних ушкоджень.